# This War of Mine
This War of Mine là một trò chơi sinh tồn có bối cảnh chiến tranh được phát triển và phát hành bởi công ty phát triển game 11 Bit Studios của Ba Lan. Trò chơi, lấy cảm hứng từ Cuộc vây hãm Sarajevo năm 1992-1996 trong Chiến tranh Bosnia. Trong trò chơi người chơi phải đưa ra quyết định để giúp các nhân vật sống sót qua những lúc khó khăn, nguy hiểm mà họ phải đối mặt hàng ngày. Có nhiều kết cục khác nhau cho mỗi nhân vật tùy thuộc vào lối chơi của người chơi. This War of Mine đã được phát hành cho Microsoft Windows, OS X và Linux vào tháng 11 năm 2014. Android được phát hành vào ngày 14 tháng 7 năm 2015, iOS vào ngày 15 tháng 7 năm 2015. Gói mở rộng có tên This War of Mine: The Little Ones đã được phát hành cho PlayStation 4 và Xbox One vào ngày 29 tháng 1 năm 2016 và ngày 1 tháng 6 năm 2016 cho Windows. Một phiên bản khác của trò chơi là This War Of Mine: Complete Edition đã được phát hành cho Nintendo Switch vào ngày 27 tháng 11 năm 2018.

## Lối chơi
This War of Mine là một game chiến thuật mang chủ đề sinh tồn. Nơi người chơi phải điều khiển một nhóm người sống sót trong một nơi trú ẩn ở một thành phố bị chiến tranh tàn phá tại Pogoren, Graznavia. Mục tiêu chính của trò chơi là điều khiển nhân vật đi thu thập và chế tạo các công cụ, vật dụng để sống sót đến ngày cuối cùng. Hầu hết các nhân vật trong game không có kiến thức về quân sự và kinh nghiệm sinh tồn. Người chơi cần duy trì sức khỏe, độ đói và tâm trạng của nhân vật cho đến khi có tuyên bố ngừng bắn từ chính phủ
Vào ban ngày, những tay súng bắn tỉa sẽ ngăn những người sống sót trong thành phố ra ngoài, và đó cũng là lúc người chơi có thời gian để chế tạo công cụ, trao đổi, nâng cấp nơi trú ẩn, nấu thức ăn và chữa lành cho những người sống sót. Vào ban đêm, đây là lúc nhân vật có thể ra ngoài để thu thập những vật liệu trong các khu vực trong thành phố. Trong lúc thu thập người chơi có thể gặp các nhân vật NPC khác và họ có thể giúp đỡ bạn bằng cách tặng thức ăn và dược phẩm hoặc cướp và giết. Người chơi cũng có thể chế tạo thiết bị Radio trong nơi trú ẩn, nó có thể cung cấp thông tin hữu ích như thời tiết, cập nhật về nền kinh tế của thành phố và tin tức về cuộc chiến để giúp người chơi lên kế hoạch nâng cấp nơi trú ẩn và đi thu thập cho thích hợp.